# 從七位
從七位（日语：／ Jyushichii */?），為日本官階的一種。位於正七位之下、正八位之上。
律令制下將之分為從七位上和從七位下。明治時代初期太政官制取消上下之別。與神祇官的少史相當。
2003年伊拉克日本人外交官射殺事件中殉職的日本駐伊拉克大使館一等書記官井上正盛被贈予從七位之銜。。

## 外部連結
- 位階令 （日語） - 法令データ提供システム
- 官位相当表 （日語） - 国立国会図書館近代デジタルライブラリー